# Scotts Shipbuilding and Engineering Company
La Scotts Shipbuilding and Engineering Company Limited, nota anche come Scotts, è stata un'azienda attiva nel campo delle costruzioni navali con sede a Greenock, in Scozia, sulle rive del fiume Clyde.

## Storia
L'azienda venne fondata da John Scott che iniziò a costruire navi a Greenock nel 1711. La famiglia Scott acquisì la fonderia locale nel 1790 e C G Scott iniziò la produzione nel bacino di Cartsdyke nel 1850 come Scott & Company.
John Scott (II) e Robert Scott acquistarono il vicino cantiere di R Steele & Company nel 1883 per creare il cantiere di Cartsburn, che venne attrezzato per le costruzioni navali. Nel 1900 la John Swire & Sons Limited aveva il controllo azionario della società ed Henry Scott era il direttore della Swire Scotts. Durante la sua carriera supervisionò la costruzione del cantiere Taikoo a Hong Kong. La Swire era posseduta al 25% dalla famiglia Scotts.
Nel 1925 la Scotts prese il controllo del cantiere Ross & Marshall Mid Yard. Nel 1934 il cantiere Cartsdyke est venne scambiato con il cantiere Cartsdyke Mid con la Greenock Dockyard Company. Nel giugno 1965 l'azienda prese il controllo della Scott's & Sons (Bowling) Ltd e nel dicembre successivo si fuse con la Greenock Dockyard Company. I cantierie di Cartsburn e Cartsdyke vennero integrati nel 1966.
Nel 1970 avvenne un'ulteriore fusione con la Lithgows, dalla quale nacque la Scott Lithgow Ltd, che venne assorbita nel 1977 nella nazionalizzata British Shipbuilders. Il cantiere di Cartsdyke venne chiuso nel 1979, mentre quello di Cartsburn nel 1984. Nel 1983 la compagnia con tutti i bacini di proprietà era stata venduta alla Trafalgar House.
Le attività cantieristiche cessarono e l'azienda, fondata 270 anni prima, cessò di esistere nel 1993. Durante la propria vita la Scotts costruì a Greenock oltre 1.250 navi. Famosi furono i transatlantici Packet Company Clyde, Solway, Tweed e Dee costruiti nel 1841, la SS Thetis del 1857, finanziata personalmente da John Scott (IV) per sperimentare la sua teoria riguardo al vapore ad alta pressione nei motori composti. Vennero prodotti in sede anche la petroliera Narragannsett nel 1903, il brigantino Archibald Russell, i sottomarini classe S nel 1914, l'incrociatore HMS Glasgow nel 1937 e la nave per perforazioni Ben Ocean Lancer nel 1977. I clienti principali furono la A Holt & Co, nota anche come Blue Funnel Line (88 navi), la China Navigation Co / John Swire (95 navi) e la Royal Navy (114 navi).
Tra il 1988 ed il 1997 i cantieri navali di Cartsburn e Cartsdyke sono stati gradualmente demoliti e al loro posto sono stati creati edifici per uffici, attività terziarie e commerciali.
Nel 2011 il MacLean Museum di Greenock celebrerà il 300 anniversario dei cantieri Scotts.